# Рунов, Валентин Александрович
Валенти́н Алекса́ндрович Руно́в (род. 1951; Умань, Черкасская область, УССР) — советский и российский военный историк. Кандидат исторических наук, профессор. Заслуженный работник высшей школы РФ (2010). Полковник запаса. Автор более 170 книг и статей по истории военного искусства, истории отечественной газовой промышленности и историко-краеведческой тематике.

## Биография
Валентин Рунов родился в 1951 году в г. Умань Черкасской области в Украинской ССР в семье офицера (участника ВОВ). В 1972 году окончил разведывательный факультет Киевского высшего общевойскового командного училища. Проходил службу в Прикарпатском военном округе, занимая офицерские должности ― командира разведвзвода, далее ― разведроты, а затем ― начальника штаба отдельного разведбатальона. После проходил службу в Республике Куба в должности старшего помощника начальника оперативного отдела отдельной мотострелковой бригады.
В 1985 году окончил Военную академию им. М. В. Фрунзе по профилю истории военного искусства, после чего преподавал в Свердловском военно-политическом училище. С 1987 по 1998 год последовательно ― преподаватель, старший преподаватель, доцент кафедры истории военного искусства Военной академии имени М. В. Фрунзе (с 1998 г. — Общевойсковой академии ВС РФ). С 1993 по 2000 годы был президентом Московского военно-исторического общества.. С 2004 г. — доцент кафедры истории военного искусства, с 2009 г. — доцент кафедры оперативного искусства Общевойсковой академии ВС РФ, организатор музея этой академии.